# Arisaema meleagris
Arisaema meleagris — многолетнее клубневое травянистое растение, вид рода Аризема (Arisaema) семейства Ароидные (Araceae).

## Ботаническое описание
Клубень полушаровидный или сжато-шаровидный, 1—2,5 см в диаметре.

### Листья
Катафиллы 2,4—12 см длиной, чешуевидные, на вершине тупые.
Лист один. Черешок зелёный с коричневыми пятнами, 10—23 см длиной, в основании формирующий ложный стебель. Листовая пластинка пальчатораздельная из 7—9(12) листочков; листочки ланцетовидные, от 3 см (наиболее удалённый) до 10 см длиной, 1—2,5 см шириной, в основании острые, с цельными краями, обычно выемчатые, на вершине заострённые; центральные три листочка почти равные, отдалённые, рахис между листочками 5—10 мм длиной.

### Соцветия и цветки
Цветоножка зелёная с коричневыми пятнами, короче черешка, 5—15 см длиной. Покрывало пурпурно-коричневое с многочисленными тёмно-коричневыми пятнами, 6—9 см длиной. Трубка цилиндрическая, 3—4 см длиной и 8—12 мм в диаметре, в устье ухообразная и отогнутая наружу; пластинка полувертикальная, на вершине пурпуровая, острая или заострённая, от овальной до эллиптической, около 3,5 см длиной и 2 см шириной.
Початок однополый. Женская зона 7 мм длиной и 4 мм в диаметре; завязь жёлто-зелёная, обратнояйцевидная; рыльце полусидячее, полушаровидное. Мужская зона около 7 мм длиной; синандрии слабый; пыльники из двух или трёх тычинок, сидячие; теки полушаровидные, вскрываются боковыми разрезами. Придаток вертикальный, пурпуровый, беловатый с пурпуровыми пятнами на вершине, полуцилиндрический, 2,5—3,5 мм в диаметре, в основании сужается в ножку 5—10 мм длиной, на вершине тупой.
Цветёт в мае — июне.

## Распространение
Встречается в Китай (Сычуань, Юньнань).
Растёт в лиственных лесах, бамбуковых чащах, на высоте 2000 — 3000 м над уровнем моря.